# James Summers
James Summers, né le 5 juin 1828 à Richfield dans le Kent et décédé d'une hémorragie cérébrale à l'âge de 62 ans le 1er février 1891 à Tokyo, est un spécialiste britannique de littérature anglaise qui est conseiller étranger au Japon pendant l'ère Meiji. Il est chargé d'établir un cursus d'étude de la langue anglaise  à la Kaisei Gakuin (l'ancêtre de l'université impériale de Tokyo) en 1873.

## Biographie
James A. Summers est né en 1828 à Richfield dans le Kent. Son père est un sculpteur aux moyens limités et ne peut pas lui offrir autre chose que l'école primaire. Summers étudie les langues étrangères et la littérature classique en autodidacte. Il obtient un poste d'enseignant au St. Paul's College de Hong Kong en 1848 avec l'espoir de devenir diplomate dans l'avenir. Son séjour à Hong Kong fut mouvementé – il est arrêté par les autorités portugaises à Macao en 1849 pour avoir refusé d'enlever son chapeau pendant une procession religieuse (catholique). Les Portugais n'acceptent de le libérer qu'après que les Britanniques ne les aient menacés d'une action militaire. Summers est forcé de démissionner de son travail et retourne en Angleterre en 1851.
En 1852, Summers devient professeur de chinois au King's College de Londres à l'université de Londres à l'âge de 25 ans malgré son absence de diplômes. En 1853, il réalise son premier livre sur le chinois puis dans les années qui suivent, il traduit la Bible en dialecte de Shanghaï (en utilisant l'alphabet latin). Ses services et ses conférences sont très demandés par les diplomates, missionnaires et marchands qui ont l'intention de se rendre en Chine. L'un de ses étudiants est Ernest Satow qui se rend au Japon comme interprète au début de l'ère Meiji et devient le consul britannique de ce pays.
À partir de 1854, Summers commence à publier des essais sur la langue et la grammaire japonaise ainsi que des traductions de poésies japonaises et un extrait du Heike Monogatari dans des revues littéraires britanniques. On ignore comment Summers a pu apprendre le japonais mais certains de ses futurs étudiants (comme Minami Teisuke) sont déjà en Grande-Bretagne depuis 1865.
En 1873, Summers publie le premier journal en japonais à l'extérieur du Japon, The Taisei Shinbun, à Londres. Le papier contenait des articles sur le château de Windsor, les chutes du Niagara, la mort de Napoléon, le palais de Versailles, des nouvelles générales sur la Grande-Bretagne et des annonces. Summers a fait le journal à l'intention des étudiants japonais de Londres mais il ne se vend pas très bien et la publication cesse très vite.
En 1872, lorsque la mission Iwakura arrive en Angleterre, Summers assiste les visiteurs et se voit proposer un poste de professeur d'anglais à la toute nouvelle Kaisei Gakuin (qui deviendra l'université impériale de Tokyo) à Tokyo. Il part de Southampton à la mi-été avec sa famille et arrive au Japon en octobre 1873.
Summers utilise des œuvres de Shakespeare (notamment Hamlet et Henri VIII) et de John Milton pour enseigner. Parmi ses étudiants se trouvent le futur premier ministre du Japon Takaaki Katō, le diplomate Tameyuki Amano et l'artiste Okakura Kakuzō. En août 1876, après l'expiration de son contrat de trois ans, Summers devient professeur d'anglais à l'école anglaise de Niigata mais six mois plus tard, l'école ferme et il est muté à celle d'Osaka. En juin 1880, Summers est invité à devenir professeur de littérature anglaise au collège d'agriculture de Sapporo où l'un de ses étudiants est Inazō Nitobe. En 1882, Summers retourne à Tokyo, éduque des enfants d'étrangers et ouvre une école privée en 1884.
En 1891, Summers meurt d'une hémorragie cérébrale à son domicile de Tokyo. Sa veuve Ellen et ses filles continuent à gérer l'école qu'il a ouverte, enseignant l'anglais à l'écrivain Jun'ichirō Tanizaki avant de fermer en 1908. Summers est enterré au cimetière étranger de Yokohama.

## Ouvrages
- James Summers, A handbook of the Chinese language : Parts I and II, grammar and chrestomathy, prepared with a view to initiate the student of Chinese in the rudiments of this language, and to supply materials for his early studies, OXFORD, University Press, 1863, 370 p. (lire en ligne)(Oxford University)